# Реп'яховатий
Реп'яховатий (рос. Репяховатый) — хутір у Куйбишевському районі Ростовської області Росії. Входить до складу Куйбишевського сільського поселення.

## Географія
Географічні координати: 47°50' пн. ш. 38°51' сх. д. Часовий пояс — UTC+4.
Хутір Реп'яховатий розташований на південному схилі Донецького кряжу. Відстань до районного центру, села Куйбишева, становить 5 км.

### Урбаноніми
- вулиці — Реп'яховатська[2].

## Історія
Хутір Реп'яховатий створений у 1911 році після Столипінської аграрної реформи.
Під час Другої світової війни в липні-серпні 1943 року поблизу хутора вздовж оборонного рубежу Міус-фронт проходили бої 5-ї ударної армії генерала В'ячеслава Цвєтаєва.

## Населення
За даними перепису населення 2010 року на території хутора проживало 45 осіб. Частка чоловіків у населенні складала 51,1% або 23 особи, жінок — 48,9% або 22 особи.